# Cerkiew Zaśnięcia Matki Bożej w Tyrgowiszte
Cerkiew Zaśnięcia Matki Bożej – prawosławna cerkiew w Tyrgowiszte, w jurysdykcji metropolii warneńskiej i wielkopresławskiej Bułgarskiego Kościoła Prawosławnego.

## Historia
Na miejscu obecnie funkcjonującej cerkwi prawdopodobnie istniała wcześniej świątynia drewniana, jednak czas jej powstania pozostaje nieustalony, mogła być to pierwsza połowa XVIII stulecia. Budynek uległ zniszczeniu prawdopodobnie w 1848. Wtedy też przystąpiono do budowy nowej cerkwi, którą wznoszono pod kierunkiem Usty Dimityra, jednego z mistrzów szkoły triawneńskiej. Dzięki znacznemu zaangażowaniu miejscowych wiernych, którzy sami sfinansowali budowę i na niej pracowali, obiekt został oddany do użytku już trzy lata później. Po 1860 twórcy z tej samej szkoły wykonali we wnętrzu budynku ikonostas i dekorację malarską. Cerkiew została zbudowana w całości z kamienia. Na początku XX wieku cerkiew powiększono o usytuowaną ponad wejściem do budynku dzwonnicę, zaprojektowaną przez włoskiego inżyniera Paolo Furlaniego i wzniesioną przez mistrza Genczo Nowakowa. Na dzwonnicy zawieszone zostały dwa dzwony. 
W 2011, podczas uroczystości 160. rocznicy poświęcenia obiektu, Świętą Liturgię w nim wspólnie z ordynariuszem metropolii warneńskiej i wielkopresławskiej, metropolitą Cyrylem, służył metropolita astański i kazachstański Aleksander. W 2015 stan techniczny świątyni był na tyle poważny, że podjęta została zbiórka funduszy na jej remont.